# National Amateur Cup 2021-2022
La National Amateur Cup 2021-2022 è stata la seconda edizione dell'omonima manifestazione maltese di calcio.
Il torneo ha preso il via il 2 ottobre 2021 e si è concluso il 24 aprile 2022 con la vittoria dello Żabbar St. Patrick, al primo successo nella competizione.

## Formato
Il torneo ha visto la partecipazione di 19 squadre della BOV National Amateur League oltre a quattro squadre iscritte alla seconda divisione del Campionato di calcio di Gozo.

## Turno preliminare
| Squadra 1             | Risultato | Squadra 2          |
| --------------------- | --------- | ------------------ |
| 2 ottobre 2021        |           |                    |
| Munxar Falcons        | 0 - 3     | Mtarfa             |
| Qormi                 | 1 - 2     | Ghaxaq             |
| Żebbuġ Rovers         | 0 - 3     | Kalkara            |
| Żurrieq               | 2 - 1     | Siggiewi           |
| 3 ottobre 2021        |           |                    |
| Birzebbuga St. Peters | 3 - 0     | Mdina Knights      |
| Kirkop United         | 0 - 2     | Attard             |
| Marsaskala            | 3 - 0     | Xagħra Utd         |
| St. Lawrence Spurs    | 0 - 5     | Żabbar St. Patrick |

## Ottavi di finale
| Squadra 1          | Risultato       | Squadra 2             |
| ------------------ | --------------- | --------------------- |
| 6 novembre 2021    |                 |                       |
| Kalkara            | 3 - 3 (7-4 dtr) | Attard                |
| Marsaskala         | 2 - 2 (5-4 dtr) | Birzebbuga St. Peters |
| Msida Saint-Joseph | 1 - 3           | Xghajra Tornadoes     |
| Żabbar St. Patrick | 3 - 1           | Mtarfa                |
| 7 novembre 2021    |                 |                       |
| Ghaxaq             | 0 - 3           | Żurrieq               |
| Mellieħa           | 3 - 1           | Dingli Swallows       |
| Santa Venera       | 3 - 2 (dts)     | Għarb Rangers         |
| Ta' Xbiex          | 1 - 0           | Għargħur              |

## Quarti di finale
| Squadra 1          | Risultato       | Squadra 2         |
| ------------------ | --------------- | ----------------- |
| 27 novembre 2021   |                 |                   |
| Żabbar St. Patrick | 3 - 0           | Ta' Xbiex         |
| Mellieħa           | 1 - 0           | Santa Venera      |
| 28 novembre 2021   |                 |                   |
| Kalkara            | 1 - 1 (4-5 dtr) | Marsaskala        |
| Żurrieq            | 4 - 0           | Xghajra Tornadoes |

## Semifinali
| Squadra 1          | Risultato | Squadra 2 |
| ------------------ | --------- | --------- |
| 2 marzo 2022       |           |           |
| Marsaskala         | 1 - 0     | Mellieħa  |
| 3 marzo 2022       |           |           |
| Żabbar St. Patrick | 2 - 1     | Żurrieq   |

## Finale
| Squadra 1      | Risultato | Squadra 2          |
| -------------- | --------- | ------------------ |
| 24 aprile 2022 |           |                    |
| Marsaskala     | 2 - 6     | Żabbar St. Patrick |